# L'Éveil de la conscience
L'Éveil de la conscience – en anglais The Awakening Conscience (1853) est une huile sur toile de l'artiste anglais William Holman Hunt, un des fondateurs de la Fraternité préraphaélite. Une jeune femme y est représentée dans une pièce, en train de se lever des genoux d'un homme et regardant par la fenêtre. Le tableau appartient à la collection de la Tate Britain à Londres.

## Sujet
Si le tableau semble représenter un couple marié, le titre et plusieurs symboles indiquent qu'il s'agit d'une maîtresse et de son amant. Les mains jointes de la femme fournissent un point focal. Elle porte plusieurs anneaux, mais pas d'alliance. Dans la pièce apparaissent plusieurs symboles de sa vie gâtée : le chat sous la table jouant avec un oiseau ; l'horloge dissimulée sous verre ; une tapisserie qui pend inachevée sur le piano ; les fils qui se déroulent sur le sol ; l'impression de Cross Purposes de Frank Stone sur le mur ; l'arrangement musical d'Edward Lear du poème de 1847 de Lord Tennyson qui repose sur le sol, et la musique au piano, Oft in the Stilly Night de Thomas Moore, dont les paroles traitent d'occasions manquées et de tristes souvenirs d'un passé plus heureux. Le gant et le chapeau haut-de-forme jetés sur le dessus de la table suggèrent une précipitation.
La pièce est trop encombrée et criarde pour appartenir à une maison victorienne. Les couleurs vives, la moquette et les meubles impeccables et très polis évoquent plutôt une chambre récemment meublée pour une maîtresse. L'historienne de l'art Elisabeth Prettejohn note que, bien que l'intérieur soit aujourd'hui considéré comme « victorien », il dégage toujours la vulgarité « nouveau riche » qui aurait rendu le décor désagréable pour les spectateurs de l'époque victorienne. Le cadre du tableau est décoré d'autres symboles : des cloches (pour avertir), des soucis (pour le chagrin) et une étoile au-dessus de la tête de la jeune femme (signe de révélation spirituelle). Sur son cadre figure un verset du Livre des Proverbes (25:20); :
« C’est retirer le manteau un jour de gel que de chanter des chansons à qui va mal ! ».
Le miroir situé sur la paroi arrière offre un aperçu de la scène. La fenêtre, s'ouvrant sur un jardin printanier, est inondée de soleil. Le visage de la femme ne montre pas un air de surprise d'être vue avec son amant, tout ce qui l'attire est à la fois en dehors de la pièce et de sa relation. L'Athénée commente en 1854 : « L'auteur du Pont des Soupirs n'aurait pu concevoir un visage à l'aspect plus douloureux. Les détails de l'image, le reflet des arbres printaniers dans le miroir, le piano, le bronze sous la lampe, sont merveilleusement vrais, mais les indigos et les rouges ternes de l'image la rendent mélancolique et appropriée, et non agréable dans son ton. Le sentiment est de l'école Ernest Maltravers : pour ceux qui ont une affinité avec lui, douloureux ; pour ceux qui n'en ont pas, repoussant. »

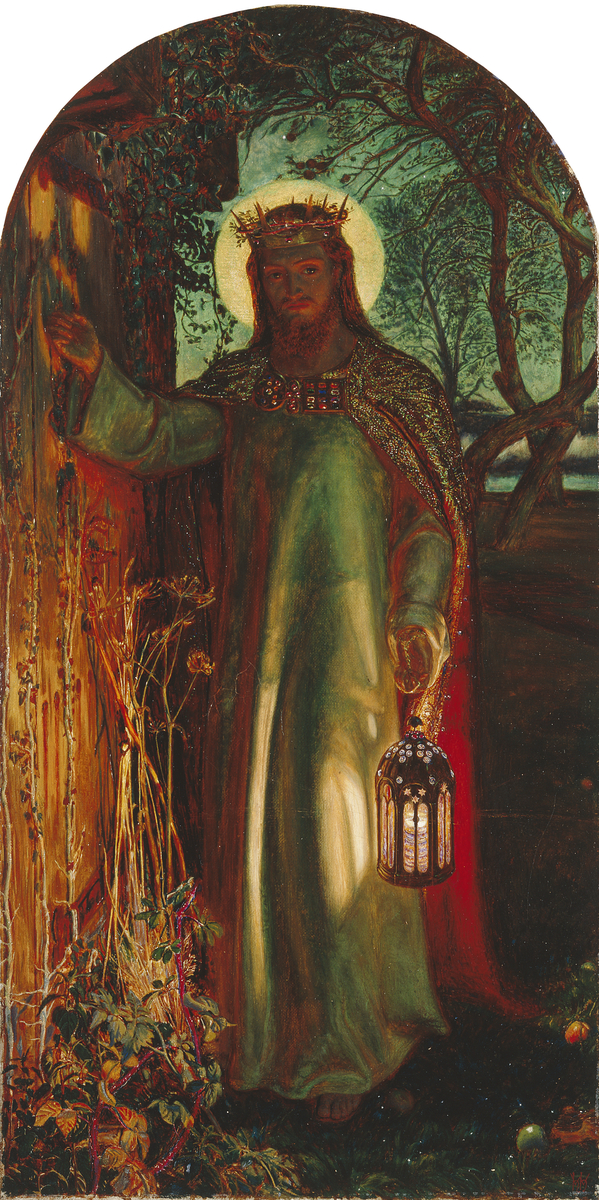
La Lumière du monde.

Cette peinture peut être appariée au tableau chrétien de William Holman Hunt La Lumière du monde, image du Christ tenant une lanterne alors en frappant à une porte envahie par la végétation qui, selon Hunt, représente « l'esprit obstinément fermé ». La jeune femme ici pourrait répondre à cette image, sa conscience piquée par quelque chose en dehors d'elle-même. Hunt émet le souhait que cette œuvre soit « la contrepartie matérielle de La Lumière du monde dans une image représentant dans la vie réelle la manière dont l'appel de l'esprit de l'amour céleste appelle une âme à abandonner une vie inférieure ». Dans Pre-Raphaelitism and the Pre-Raphaelite Brotherhood, Hunt écrit que la recherche d'Emily par Peggotty dans David Copperfield lui donna l'idée de la composition. À la recherche d'un cadre approprié, il visite alors "différents repaires de filles déchues". Ne voulant pas reproduire une scène de David Copperfield, il cherche à produire une image plus générale : « le chercheur aimant de la fille déchue venant sur l'objet de sa recherche ». Il décide pourtant qu'une telle rencontre engendre chez la jeune fille des émotions différentes du repentir qu'il veut montrer. Il opte pour l'idée que l'amant de la jeune fille pourrait chanter une chanson qui lui rappelait soudainement son ancienne vie, et ainsi agir comme le catalyseur inconscient de son épiphanie.
Le modèle de la femme est Annie Miller, qui pose pour de nombreux préraphaélites et avec qui Hunt est fiancé jusqu'en 1859. La figure masculine peut être inspirée de Thomas Seddon ou d'Augustus Egg, tous deux peintres amis de Hunt.

## Contexte et retouches du tableau
Du fait des révisions, le regard de la jeune fille n'est pas celui de douleur et de terreur que virent les premiers spectateurs et qui ne plut pas aux critiques. Cette peinture est commandée par Thomas Fairbain, industriel de Manchester et mécène des préraphaélites, après qu'Egg discute des idées de Hunt et lui montre peut-être des croquis initiaux. Fairbairn paie à Hunt 350 guinées. Le tableau est exposé à la Royal Academy en 1854, avec The Light of the World. N'appréciant pas l'expression faciale de la femme, Fairbain demande au peintre de l'adoucir. Hunt  commence à travailler mais tombe malade et permet que le tableau soit retourné à Fairbairn pour être exposé à l'exposition de la Birmingham Society of Artists en 1856. Il n'a alors pas terminé de la repeindre. Plus tard, il y retravaille. Il confie à Edward Lear qu'il pense l'avoir « matériellement amélioré ». Comme indiqué dans les écoinçons, Hunt retouche la peinture en 1864 et de nouveau en 1886 quand il a réparé certains travaux qui avaient été effectués par un restaurateur dans l'intervalle.

## Selon John Ruskin
Le théoricien de l'art victorien John Ruskin loue L'Éveil de la conscience comme un exemple d'une nouvelle direction dans l'art britannique, dans laquelle le récit est créé à partir de l'imagination de l'artiste. Ruskin l'interprète aussi moralement. Dans une lettre de 1854 au Times défendant l'œuvre, il affirme qu'il n'y a « pas un seul objet dans toute cette pièce… mais cela devient tragique s'il est lu correctement ». Le réalisme austère de la pièce, Hunt ayant loué une chambre dans une « maison de convenance » (où les amoureux emmenaient leurs maîtresses), et les connotations symboliques, marquent le critique. Il compare favorablement le sujet, dans un intérieur, avec Mariage à la mode de William Hogarth. L'intérieur « commun, moderne, vulgaire » est submergé par des objets brillants et non utilisés qui ne feront jamais partie d'une maison. D'après Ruskin, le détail exquis du tableau n'attire l'attention que sur la ruine inévitable du couple : « L'ourlet même de la robe de la pauvre fille, auquel le peintre a travaillé si méticuleusement, fil par fil, a une histoire, si nous pensons que dans combien de temps sa pure blancheur pourra être souillée de poussière et de pluie, ses pieds de paria échouant dans la rue ». L'idée d'un conte de moralité visuel, inspiré d'un seul moment, influence la série de trois peintures d'Augustus Egg en 1858, Past and Present.

## Dans la littérature
Dans le Retour à Brideshead d'Evelyn Waugh, paru en 1945, une allusion à cette peinture reflète le dénouement de la liaison entre Julia Flyte et l'artiste Charles Ryder.

## Provenance
Le fils de Fairbairn, Sir Arthur Henderson Fairbairn, troisième baronnet, hérite de la peinture. Elle est vendue anonymement chez Christie's en janvier 1946 et achetée par Colin Anderson en 1947. Elle est offerte à la Tate Gallery par Sir Colin et Lady Anderson en 1976.